# 庄復恩
庄復恩，清朝政治人物。進士出身。
光緒二十九年八月，接替劉樹仁。擔任江蘇宜興縣知縣。后由張仲儒接任。中華民國初年，莊復恩擔任長江總稽查。